# Руси у Јапану
Руси у Јапану (рус. Русские в Японии, јап. 在日ロシア人 Дзайнити росиадзин) грађани су руског поријекла који живе и раде у Јапану. Прво забиљежено досељавање Руса на подручје Јапана, је било током 1739. када су се Руси доселили у Комогаву, Префектура Чиба током периода јапанске историје познат као Едо период.

## Руска православна мисија (XVIII — XIX вијек)
Први Руси у Јапану, не рачунајући острво Хокаидо, који у то вријеме није био дио територије Јапана, регистровани су 1739. године, када су руски морнари на чијем челу је био Шпанберг посјетили Камогаву, модерна префектура Чиба. Током 1804. Николај Резанов је постао први руски амбасадор у Јапану. Први руски имигранти били су мисионари који су 1861. године изградили православну цркву и болницу. Познати руски мисионар био је Николај Касаткин, који је касније канонизован и прославља се као светац Руске православне цркве. Болница је уништена током пожара, мада је црква остала, а Николај је остао као мисионар у Хакодату, гдје је вршио покрштавање становника Јапана. 1870. руски амбасадор у Јапану добио је повластице специјалне територије у Суругадаи у самом центру Токија. Овдје је отац Николај успоставио своју резиденцију и центар Православне цркве. Почео је са просвјећивањем становништва, за чије потребе су касније остворене више филозофске и теолошке школе. Касније је имао и посебну школу за младе жене. Он је проповиједао своју религију помоћу пажљиво обучених свештеника. Од 1881. године имао је и религиозни преглед, објављен двапут мјесечно, а одбор за публикације, отворен у његовој кући објавио је многе књиге. 1889. године завршио је изградњу своје катедралне цркве.
Епископ Николај је уживао велики лични углед. Он је основао и управљао све што се тицало његове мисије. Током руско-јапанског рата ситуација је била врло деликатна, али хришћани, барем већи број њих, нису га напустили. Чак и за то вријеме наставио је све своје обавезе неуморно, а његову кућа чувала је јапанска војска. Прије тога, он је добио од Светог Синода 95.000 јена годишње, али током руско-јапанског рата, ови и остали извори из Русије били су знатно смањени, док је с друге стране цијена свега у Јапану порасла. Епископ је био присиљен да умањи своје трошкове, отпуштањем дијела свог особља и упозоравајући хришћана да допринесу великодушнијој подршци своје цркве. Послије побједе јапанских трупа над руском војском, вође хришћана, након што су се сложили међу собом, рекли су епископу Николају своју намјеру да постану независни од Русије. Док је Русија имала своју националну цркву, они су жељели и своју јапанску националну православну цркву.

## Сахалин

### Јапанска окупација Јужног Сахалина
Године 1905. као резултат јапанске окупације јужног Сахалина, који је касније претворен у гувернатуру Карафуто (1907), у Јапану је добровољно остало да живи око 200-300 лица руске националности, које се углавном баве печењем хљеба и пољопривредом. Јапанске власти Карафута углавном наклоњене Православљу, потпуно игноришу језичке и образовне потребе преосталог руског становништва, замјењујући свеприсутни Руски језик, Јапанским. Као резултат тога, до 1945. године готово сви локални Руси су били неписмени.

### Јапанска окупација Сјеверног Сахалина
21. априла, 1920, искористивши посљедице Октобарске револуције и јапанске војне окупације Карафута, јапанска војска прелази и на сјеверни дио Сахалина, гдје успоставља власт. Дана 15. октобра 1920. године, 1.413 Руса, 609 Корејаца и 274 Кинеза већ је било у рукама јапанске војске. До почетка 1925. године статус „нових странаца” у цјелини био је 7.139 сјеверних Сахалинаца, од којих је више од 5.000 било Руса. Јапански режим је вршио апсолутну дискриминацију нејапанаца, забрањујући употребу првенствено руског језика као и одузимајући имовину локалном становништву.

## Бјелогардејска емиграција (1918—1930)
Други талас имиграције састављен је од бјелогардејаца, имиграната након Октобарске револуције 1917. године. Већина имиграната је дошла у Јапан кроз градове Далеког истока Русије, као и Манџурију након одређеног времена проведеног на Далеком истоку. У почетку, већина бијелих имиграната живјела је у Токију, Јокохами и Хакодату. Након земљотреса у Великом Канту 1923. године, где је наводно погинуло око 60 руских имиграната, значајан дио њих се преселио у Кобе. Јапан је у том времену строго ограничио имиграцију, а сама јапанска власт није била посебно гостопримљива, па се број руске дијаспоре непрестано смањивао: 1918. - 7.251 људи, 1920. - 3.150, 1930. - 1.666.
Најпознатији руски мигранти у Јапану у овом периоду су:
- Дмитриј Абрикосов (дипломат),
- Александар Ванновски (књижевни критичар и филозоф),
- Вицтор Старукхин (бејзбол играч, први странац изабран у јапанску бејзбол дворану славних),
- Валентин Морозов (посластичар-индустријалац),
- Макар Гончаров (посластичар-индустријалац, чија компанија "Сластичарница Гонџаров" постоји до данас).
- Евгениј Аксионов (познати љекар и хирург).

## Данас
Данас постоји постепено, али безначајно повећање руског становништва у Јапану. Године 1985. Јапан је био стална резиденција са дозволом боравка, 322 лица, 1990 — 440, 1995 — 2169, 2004 — 7.164 држављана Русије. Посљедња цифра из извјештаја службе за миграцију Јапана је значајно потцијењена, јер не узима у обзир оне који живе у Јапану који имају јапанско држављанство или држављанство друге земље. Према јапанској влади 2005. године, око 37.000 Руса годишње долази у Јапан, а не укључује привремене улазне дозволе за морнаре и туристе.